# Gary Sanchez Productions
Gary Sanchez Productions este un studio de film și televiziune american de producție. A fost fondat în 2006 de Will Ferrell și Adam McKay.

## Filmografie

### Film
- The Foot Fist Way (ro. ?)
- Step Brothers (Frati vitregi)
- The Goods: Live Hard, Sell Hard (ro. ?)
- The Other Guys (Agenții de rezervă)
- The Virginity Hit (ro. ?)
- Tim and Eric's Billion Dollar Movie (ro. ?)
- Casa de mi padre (ro. ?)
- The Campaign (Campania)
- Bachelorette (ro. ?)
- Hansel & Gretel: Witch Hunters (Hansel și Gretel: Vânatorii de vrajitoare)
- Anchorman 2: The Legend Continues (ro. ?)
- Tammy (ro. ?)
- Welcome to Me (ro. ?)
- Get Hard (Mare și tare)
- A Deadly Adoption (ro. ?)[2]
- Daddy's Home (Tata in razboi cu tata)[3]
- The Boss (Sefa)
- The House (Operatiunea 'Cazinoul')
- Daddy's Home 2 (Tata în razboi cu ... tata 2)
- Ibiza (ro. ?)
- Vice (Vicele)
- Holmes & Watson (Holmes și Watson)
- Eurovision Song Contest: The Story of Fire Saga (ro. ?)[4]

### Televiziune
- Eastbound & Down (ro. ?)
- Funny or Die Presents (ro. ?)
- Big Lake (ro. ?)
- Jon Benjamin Has a Van (ro. ?)
- Drunk History (ro. ?)
- Bad Judge (ro. ?)
- The Chris Gethard Show (ro. ?)
- No Activity (ro. ?)
- LA to Vegas (ro. ?)
- Succession (Succesiunea)
- Motherland: Fort Salem (ro. ?)
- Robbie (ro. ?)